# Lijst van rijksmonumenten in Maastricht/Hoogbrugstraat
Een overzicht van de 60 rijksmonumenten in de stad Maastricht gelegen aan of bij de Hoogbrugstraat.
| Object | Oorspronkelijke functie? | Bouwjaar                                | Architect | Locatie            | Coördinaten?                  | Nr.?  | Afbeelding                                                                                     |
| --- | ------------------------ | --------------------------------------- | --------- | ------------------ | ----------------------------- | ----- | ---------------------------------------------------------------------------------------------- |
| Huis met lijstgevel. | Gebouw                   | 18e eeuw                                |           | Hoogbrugstraat 1A  | 50° 50' 50" NB, 5° 42' 6" OL  | 27761 | Huis met lijstgevel.                                                                           |
| Huis met lijstgevel. | Woonhuis                 | 17e eeuw                                |           | Hoogbrugstraat 2   | 50° 50' 51" NB, 5° 42' 7" OL  | 27762 | Meer afbeeldingen                                                                              |
| Huis met lijstgevel en gevelsteen "17 IN HET GROEN HUIS 68". | Gebouw                   | 1768                                    |           | Hoogbrugstraat 3   | 50° 50' 50" NB, 5° 42' 6" OL  | 27763 | Meer afbeeldingen                                                                              |
| Huis met lijstgevel. | Gebouw                   | 18e eeuw                                |           | Hoogbrugstraat 5   | 50° 50' 50" NB, 5° 42' 6" OL  | 27764 | Meer afbeeldingen                                                                              |
| Huis met lijstgevel. Gevelsteen met versterkte stad "IN HET CASTEEL VAN LIMBORG" ( 1764 ).                                                                                      | Gebouw                   | 1764                                    |           | Hoogbrugstraat 6   | 50° 50' 51" NB, 5° 42' 7" OL  | 27765 | Meer afbeeldingen                                                                              |
| Huis met lijstgevel. | Gebouw                   | 19e eeuw                                |           | Hoogbrugstraat 8   | 50° 50' 51" NB, 5° 42' 6" OL  | 27766 | Meer afbeeldingen                                                                              |
| Huis met lijstgevel. | Gebouw                   | 18e eeuw                                |           | Hoogbrugstraat 9   | 50° 50' 50" NB, 5° 42' 5" OL  | 27767 | Meer afbeeldingen                                                                              |
| Huis met lijstgevel. | Gebouw                   | 18e eeuw                                |           | Hoogbrugstraat 10  | 50° 50' 51" NB, 5° 42' 6" OL  | 27768 | Meer afbeeldingen                                                                              |
| Voormalig brouwershuis "De Prince van Luijck". Brede lijstgevel met segmentboogvensters in Naamse steen met een rondbogige koetspoort. Gevelsteen "IN DEN KEERSSE / 17 BOEM 52" | Horeca                   | 1752                                    |           | Hoogbrugstraat 11  | 50° 50' 50" NB, 5° 42' 5" OL  | 27769 | Meer afbeeldingen                                                                              |
| Huis met lijstgevel. | Gebouw                   | 18e eeuw                                |           | Hoogbrugstraat 12  | 50° 50' 50" NB, 5° 42' 6" OL  | 27770 | Meer afbeeldingen                                                                              |
| Huis met brede lijstgevel. | Gebouw                   | 18e eeuw                                |           | Hoogbrugstraat 13  | 50° 50' 50" NB, 5° 42' 4" OL  | 27771 | Meer afbeeldingen                                                                              |
| Huisje met lijstgevel. | Gebouw                   | 18e eeuw                                |           | Hoogbrugstraat 14  | 50° 50' 50" NB, 5° 42' 6" OL  | 27772 | Meer afbeeldingen                                                                              |
| Huis met lijstgevel, voorzien van vensters in Naamse steen en met een rondbogige koetspoort.                                                                                    | Gebouw                   | 18e eeuw                                |           | Hoogbrugstraat 15  | 50° 50' 50" NB, 5° 42' 4" OL  | 27773 | Meer afbeeldingen                                                                              |
| Huis met lijstgevel onder een dak met nr 16a, bestaande uit twee traveeën. | Woonhuis                 | 18e eeuw                                |           | Hoogbrugstraat 16  | 50° 50' 50" NB, 5° 42' 5" OL  | 27774 | Meer afbeeldingen                                                                              |
| Huis met lijstgevel, bestaande uit twee traveeën, (onder een dak met nr 16). | Woonhuis                 | 18e eeuw                                |           | Hoogbrugstraat 16A | 50° 50' 50" NB, 5° 42' 5" OL  | 27775 | Meer afbeeldingen                                                                              |
| Huisje met lijstgevel en gevelsteen IN DEN WITTEN ENGEL 1765. | Gebouw                   | 17e eeuw - 1765                         |           | Hoogbrugstraat 18  | 50° 50' 50" NB, 5° 42' 5" OL  | 27776 | Meer afbeeldingen                                                                              |
| Huis, waarvan de voorgevel is bekroond door een top met gebroken fronton en ingezwenkte dekstukken van mergel, die uitlopen in een voluut.                                      | Woonhuis                 | 1694                                    |           | Hoogbrugstraat 19  | 50° 50' 50" NB, 5° 42' 3" OL  | 27777 | Meer afbeeldingen                                                                              |
| Huis met lijstgevel. | Gebouw                   | 18e eeuw                                |           | Hoogbrugstraat 20  | 50° 50' 50" NB, 5° 42' 5" OL  | 27778 | Huis met lijstgevel.                                                                           |
| Huis met lijstgevel, voorzien van segmentboogvensters in Naamse steen. | Gebouw                   | 1771                                    |           | Hoogbrugstraat 21  | 50° 50' 50" NB, 5° 42' 3" OL  | 27779 | Meer afbeeldingen                                                                              |
| Huis met lijstgevel, met lateiboogvensters in Naamse steen. | Woonhuis                 | 18e eeuw                                |           | Hoogbrugstraat 22  | 50° 50' 50" NB, 5° 42' 4" OL  | 27780 | Huis met lijstgevel, met lateiboogvensters in Naamse steen.                                    |
| Huis met lijstgevel. | Gebouw                   | 17e eeuw                                |           | Hoogbrugstraat 23  | 50° 50' 50" NB, 5° 42' 3" OL  | 27781 | Huis met lijstgevel.                                                                           |
| Huis met lijstgevel, met lateiboogvensters in Naamse steen. | Woonhuis                 | 18e eeuw                                |           | Hoogbrugstraat 24  | 50° 50' 50" NB, 5° 42' 4" OL  | 27782 | Huis met lijstgevel, met lateiboogvensters in Naamse steen.                                    |
| Huis met lijstgevel. | Woonhuis                 | 17e eeuw - 1768                         |           | Hoogbrugstraat 25  | 50° 50' 50" NB, 5° 42' 2" OL  | 27783 | Huis met lijstgevel.                                                                           |
| Huis, waarvan de voorgevel, eindigt in een hoofdgestel met gegroefde consoles.                                                                                                  | Gebouw                   | 17e eeuw                                |           | Hoogbrugstraat 26  | 50° 50' 50" NB, 5° 42' 4" OL  | 27784 | Huis, waarvan de voorgevel, eindigt in een hoofdgestel met gegroefde consoles.                 |
| Huis met lijstgevel. Gevelsteen met gevulde haverzak en jaarvers "CVstoDIatVR / saCCVs / aVenaCeVs / reCens aeDIfICatVs" (1743).                                                | Gebouw                   | 1743                                    |           | Hoogbrugstraat 27  | 50° 50' 50" NB, 5° 42' 2" OL  | 27785 | Meer afbeeldingen                                                                              |
| Voormalige uitspanning "A la clef d'or, de gouden sleutel", voorzien van een brede lijstgevel.                                                                                  | Gebouw                   | 1705 - 1711                             |           | Hoogbrugstraat 28  | 50° 50' 50" NB, 5° 42' 4" OL  | 27786 | Voormalige uitspanning "A la clef d'or, de gouden sleutel", voorzien van een brede lijstgevel. |
| Huis met lijstgevel. | Gebouw                   | 18e eeuw                                |           | Hoogbrugstraat 29  | 50° 50' 50" NB, 5° 42' 2" OL  | 27787 | Huis met lijstgevel.                                                                           |
| Huis met lijstgevel. | Gebouw                   | 18e eeuw                                |           | Hoogbrugstraat 30  | 50° 50' 50" NB, 5° 42' 3" OL  | 27788 | Meer afbeeldingen                                                                              |
| Huis met lijstgevel. | Gebouw                   | 18e eeuw                                |           | Hoogbrugstraat 32  | 50° 50' 50" NB, 5° 42' 3" OL  | 27789 | Meer afbeeldingen                                                                              |
| Huis met lijstgevel. | Gebouw                   | 18e eeuw                                |           | Hoogbrugstraat 34  | 50° 50' 51" NB, 5° 42' 2" OL  | 27790 | Meer afbeeldingen                                                                              |
| Huis met sierlijke lijstgevel van Naamse steen in Lodewijk XVI-stijl. | Gebouw                   |                                         |           | Hoogbrugstraat 36  | 50° 50' 51" NB, 5° 42' 2" OL  | 27791 | Meer afbeeldingen                                                                              |
| Gebouwtje met lijstgevel, voorzien van een rechthoekige koetspoort in een omlijsting van Naamse steen met diamantkopsluitsteen.                                                 | Gebouw                   | 18e eeuw                                |           | Hoogbrugstraat 36A | 50° 50' 51" NB, 5° 42' 2" OL  | 27792 | Meer afbeeldingen                                                                              |
| Voormalig Sint-Gillishospitaal. | Gezondheidszorg          | 1762                                    |           | Hoogbrugstraat 37  | 50° 50' 50" NB, 5° 41' 60" OL | 27793 | Meer afbeeldingen                                                                              |
| Huis met lijstgevel. | Woonhuis                 | eerste helft 18e eeuw                   |           | Hoogbrugstraat 38  | 50° 50' 51" NB, 5° 42' 2" OL  | 27794 | Meer afbeeldingen                                                                              |
| Huis met gepleisterde lijstgevel. | Gebouw                   |                                         |           | Hoogbrugstraat 39  | 50° 50' 50" NB, 5° 41' 59" OL | 27795 | Meer afbeeldingen                                                                              |
| Huis met lijstgevel en jaarsteen 1784. | Gebouw                   | 1784                                    |           | Hoogbrugstraat 41  | 50° 50' 50" NB, 5° 41' 59" OL | 27796 | Meer afbeeldingen                                                                              |
| Huis met lijstgevel en gevelsteen met paard in Lodewijk XV-omlijsting 17 IN HET WITTE PAARDT 79.                                                                                | Gebouw                   | 1779                                    |           | Hoogbrugstraat 42  | 50° 50' 51" NB, 5° 42' 1" OL  | 27797 | Meer afbeeldingen                                                                              |
| Poort van Beusdael. | Gebouw                   | 16e eeuw (westgevel), 1690 (noordgevel) |           | Hoogbrugstraat 43  | 50° 50' 50" NB, 5° 41' 59" OL | 27798 | Meer afbeeldingen                                                                              |
| Huis met lijstgevel. | Gebouw                   | laatste kwart 18e eeuw                  |           | Hoogbrugstraat 44  | 50° 50' 51" NB, 5° 42' 1" OL  | 27799 | Meer afbeeldingen                                                                              |
| Huis met lijstgevel. | Gebouw                   | 18e eeuw                                |           | Hoogbrugstraat 46  | 50° 50' 51" NB, 5° 42' 1" OL  | 27800 | Meer afbeeldingen                                                                              |
| Huis met lijstgevel. | Gebouw                   | 18e eeuw                                |           | Hoogbrugstraat 47  | 50° 50' 51" NB, 5° 41' 57" OL | 27801 | Meer afbeeldingen                                                                              |
| Huis, waarvan de voorgevel, eindigt in een hoofdgestel met consoles. | Gebouw                   | 17e eeuw                                |           | Hoogbrugstraat 48  | 50° 50' 51" NB, 5° 42' 0" OL  | 27802 | Meer afbeeldingen                                                                              |
| Huis met lijstgevel. | Gebouw                   | 1712                                    |           | Hoogbrugstraat 50  | 50° 50' 51" NB, 5° 42' 0" OL  | 27803 | Meer afbeeldingen                                                                              |
| Huis met lijstgevel en gevelsteen "17 IN HET SWART PAARD 86". | Gebouw                   | 1786                                    |           | Hoogbrugstraat 52  | 50° 50' 51" NB, 5° 41' 60" OL | 27804 | Meer afbeeldingen                                                                              |
| Huis met lijstgevel en gevelsteen "17 IN DE REYP GRUDT MOLEN 46". | Gebouw                   | 1746                                    |           | Hoogbrugstraat 54  | 50° 50' 51" NB, 5° 41' 60" OL | 27805 | Meer afbeeldingen                                                                              |
| Huis met lijstgevel. | Woonhuis                 | 17e/18e eeuw                            |           | Hoogbrugstraat 56  | 50° 50' 51" NB, 5° 41' 59" OL | 27806 | Meer afbeeldingen                                                                              |
| Eenvoudig huis met smalle lijstgevel en gevelsteen "IN DE GOÛDE SCHMOÛCK SCEER".                                                                                                | Gebouw                   | 19e eeuw                                |           | Hoogbrugstraat 57  | 50° 50' 51" NB, 5° 41' 56" OL | 27807 | Meer afbeeldingen                                                                              |
| Huis met lijstgevel van Naamse steen. | Woonhuis                 | laatste kwart 18e eeuw                  |           | Hoogbrugstraat 58  | 50° 50' 51" NB, 5° 41' 59" OL | 27808 | Meer afbeeldingen                                                                              |
| Huis met lijstgevel. | Gebouw                   | 18e eeuw                                |           | Hoogbrugstraat 59  | 50° 50' 50" NB, 5° 41' 56" OL | 27809 | Meer afbeeldingen                                                                              |
| Huisje met lijstgevel. | Woonhuis                 | eerste helft 19e eeuw                   |           | Hoogbrugstraat 60  | 50° 50' 51" NB, 5° 41' 59" OL | 27810 | Meer afbeeldingen                                                                              |
| Huis met lijstgevel. | Woonhuis                 | 18e eeuw                                |           | Hoogbrugstraat 61  | 50° 50' 50" NB, 5° 41' 59" OL | 28654 | Huis met lijstgevel.                                                                           |
| Hoekhuis met lijstgevel. | Gebouw                   | 1786                                    |           | Hoogbrugstraat 64  | 50° 50' 51" NB, 5° 41' 58" OL | 27811 | Meer afbeeldingen                                                                              |
| Huis met drie kruiskozijnen van Naamse steen in de gevel aan de Ruiterstraat.                                                                                                   | Gebouw                   | 18e eeuw                                |           | Hoogbrugstraat 65  | 50° 50' 50" NB, 5° 41' 55" OL | 27812 | Meer afbeeldingen                                                                              |
| Huis met lijstgevel. | Gebouw                   | 17e eeuw                                |           | Hoogbrugstraat 68  | 50° 50' 51" NB, 5° 41' 57" OL | 27813 | Meer afbeeldingen                                                                              |
| Groot huis met schilddak. | Gebouw                   |                                         |           | Hoogbrugstraat 69  | 50° 50' 51" NB, 5° 41' 55" OL | 27814 | Meer afbeeldingen                                                                              |
| Huis met lijstgevel, voorzien van vensters in Naamse steen en gevelsteen "17 IN DE STADT RUMUND 70".                                                                            | Gebouw                   | 1770                                    |           | Hoogbrugstraat 70  | 50° 50' 51" NB, 5° 41' 57" OL | 27815 | Meer afbeeldingen                                                                              |
| Huis Rouffaer, groot koopmanshuis met gevel in Naamse steen en halfrond fronton.                                                                                                | Gebouw                   | laatste kwart 18e eeuw                  |           | Hoogbrugstraat 72  | 50° 50' 51" NB, 5° 41' 57" OL | 27816 | Meer afbeeldingen                                                                              |
| Huisje met lijstgevel en gevelsteen met leeuwenmasker "17 IN DE GROENE STAADELER 77".                                                                                           | Gebouw                   | 18e eeuw                                |           | Hoogbrugstraat 74  | 50° 50' 51" NB, 5° 41' 56" OL | 27817 | Meer afbeeldingen                                                                              |
| Huisje met lijstgevel. | Woonhuis                 | 18e eeuw                                |           | Hoogbrugstraat 76  | 50° 50' 51" NB, 5° 41' 56" OL | 27818 | Meer afbeeldingen                                                                              |
| Huis met lijstgevel. | Woonhuis                 | 18e eeuw                                |           | Hoogbrugstraat 61  | 50° 50' 50" NB, 5° 41' 56" OL | 28654 | Huis met lijstgevel.                                                                           |